# Lago di Devero
Il lago di Dévero o Codelago (dal dialetto ossolano lac d'co d'lag, che significa lago in capo al lago) è un lago artificiale della Provincia del Verbano-Cusio-Ossola, situato a 1856 m s.l.m. all'interno del Parco Naturale dell'Alpe Veglia e dell'Alpe Devero.

## Caratteristiche

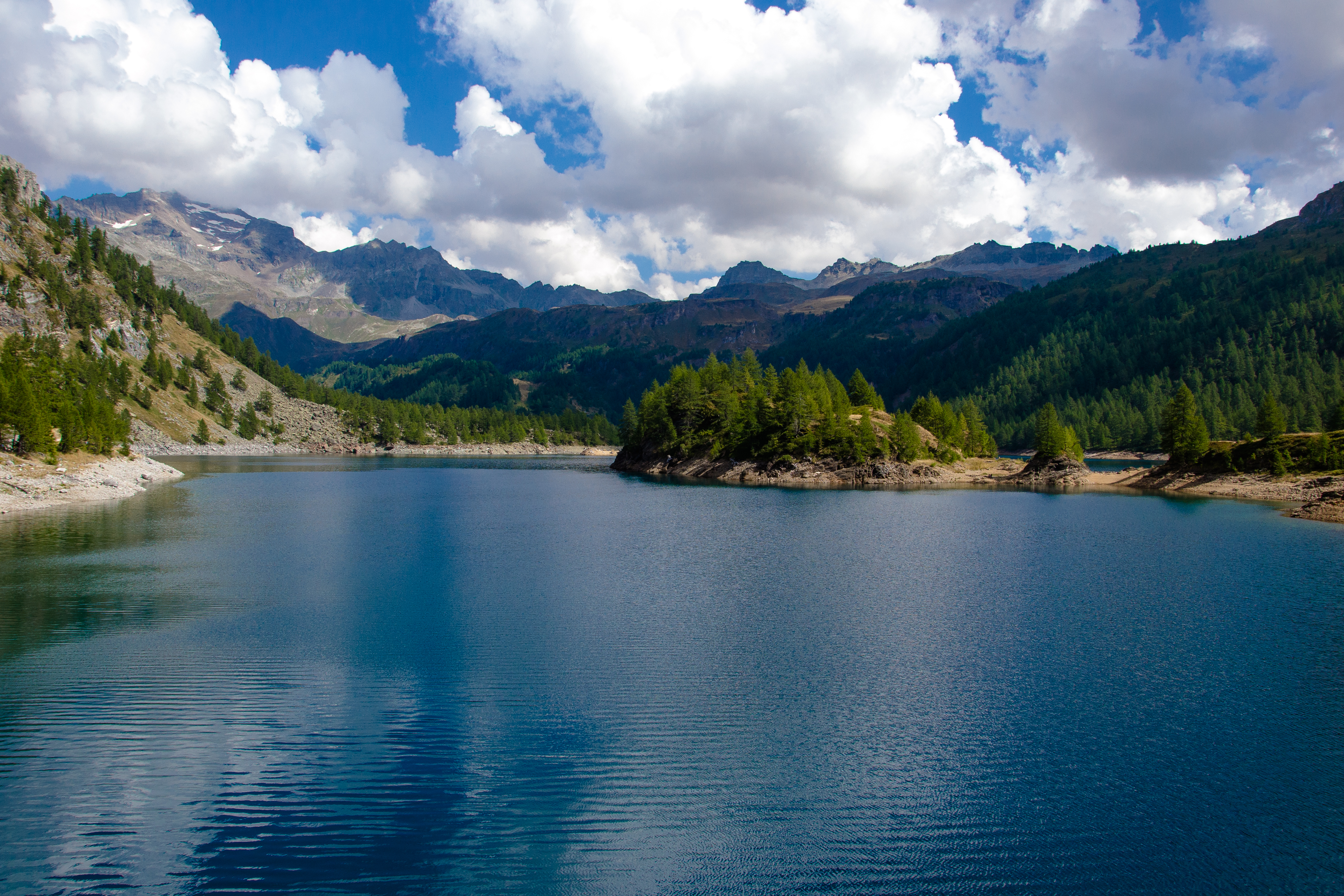
Il lago di Devero visto dalla diga.

Si presenta oggi come un grande bacino lacustre circondato da vasti boschi di larici ed è meta di numerosi turisti sia durante l'estate sia durante il periodo invernale, momento in cui è possibile attraversare il lago ghiacciato muniti di ciaspole o sci. Sono previsti diversi itinerari di trekking che, partendo dall'Alpe Devero e da Crampiolo, costeggiano il lago in tutto il suo perimetro.
Il bacino alimenta la centrale idroelettrica di Devero.

## Storia
La diga è stata costruita in due fasi: tra il 1908 ed il 1912 e tra il 1921 ed il 1924. Sul lato sinistro orografico del Montorfano negli stessi anni è stata edificata anche la piccola diga della Forcoletta. Sono presenti pertanto due sbarramenti (diga est e diga ovest) per un invaso complessivo di 16 milioni di metri cubi d'acqua.

### Pianboglio

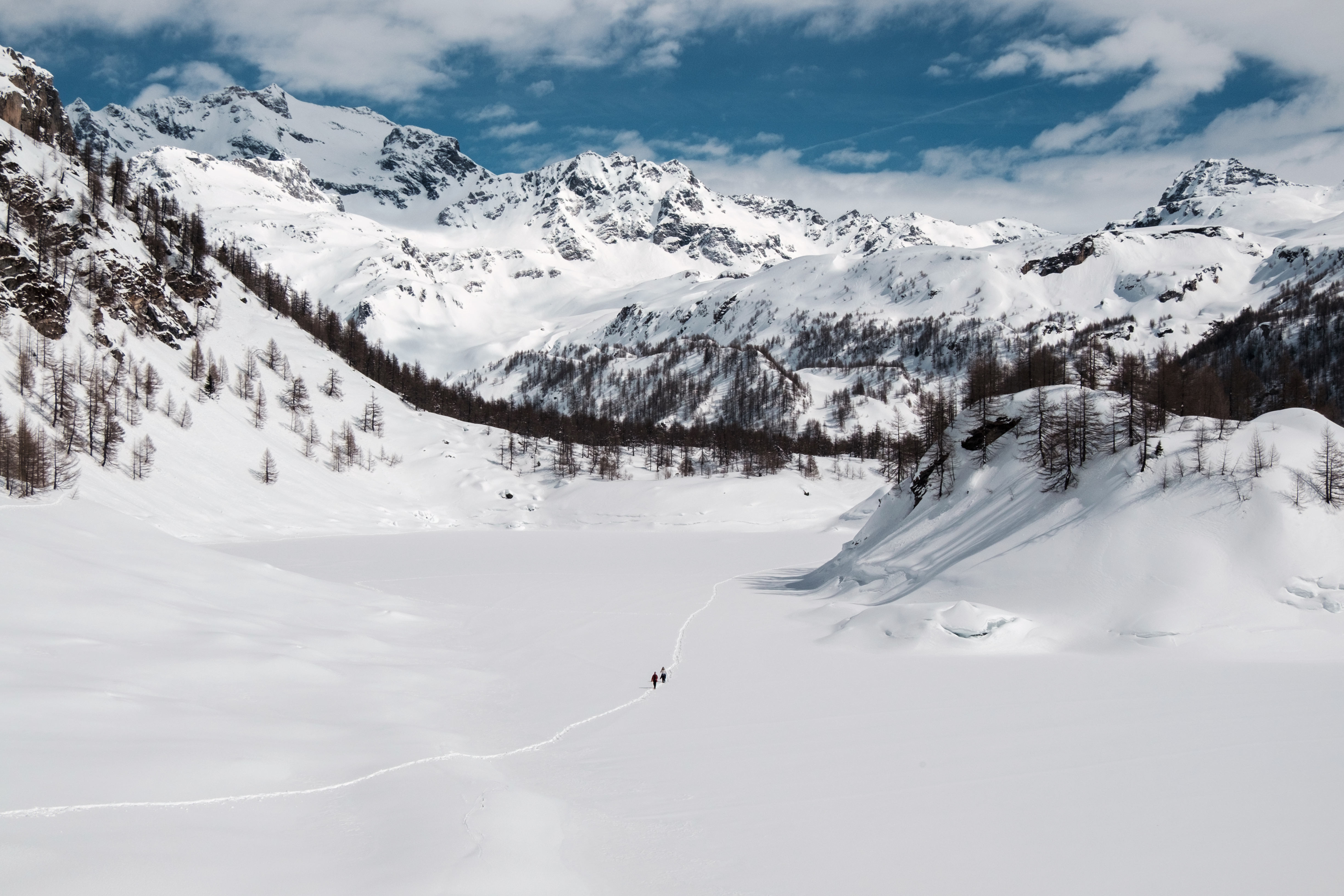
Il lago innevato

A Pianboglio (1980 m), a monte del lago di Devero, nel 1917 venne costruita una traversa sul rio d'Arbola. Questa doveva affiancare la sottostante diga di Codelago. Venne edificata in terra, con nuclei interni in argilla e muri a secco di protezione. Il progetto, tuttavia, fallì al primo tentativo di invaso, a causa della formazione di sorgive e assestamenti a valle. Per tale motivo, considerata anche la scarsa importanza dell'opera, la traversa venne sbrecciata e abbandonata. Ancora oggi, percorrendo la strada sterrata che conduce all'Alpe Forno, sono visibili i resti di tale sbarramento.